# Medaille „Für die Verteidigung Odessas“
Die Medaille „Für die Verteidigung Odessas“ (russisch Медаль „За оборону Одессы“) war eine sowjetische Auszeichnung, welche an die Verteidiger der Stadt Odessa im Zuge der Schlacht um Odessa während des Zweiten Weltkrieges verliehen wurde. Die Stiftung erfolgte durch Josef Stalin.

## Aussehen und Trageweise
Die bronzefarbene Medaille zeigt auf ihrem Avers mittig zwei westwärts stürmenden Rotarmisten mit der Waffe in der Hand und aufgesetztem Bajonett, von denen der Vordere ein Matrose ist. Darüber ist die kleine Inschrift CCCP zu lesen. Umschlossen wird die Symbolik von der obigen halbkreisförmigen Umschrift За оборону Одессы (Für die Verteidigung Odessas) sowie zwei unten gekreuzten, ebenfalls halbkreisförmig Lorbeerzweigen, die an ihren oberen Enden mit einem Sowjetstern abschließen. Das Revers zeigt die dreizeilige Inschrift: За нашу / советскую / родину (Für unsere sowjetische Heimat). Darüber befinden sich die Symbole Hammer und Sichel.
Getragen wurde die Medaille an der linken oberen Brustseite des Beliehenen an einer langgestreckten pentagonalen stoffbezogenen Spange, deren Grundfarbe hellgrün ist. In das Band ist mittig ein senkrechter eisblauer Mittelstreifen eingewebt. Die dazugehörige Interimsspange ist von gleicher Beschaffenheit.